# Fly (canción de Avril Lavigne)
«Fly» —En Español: Volar—es una canción de la cantante canadiense Avril Lavigne lanzado el 16 de abril de 2015  como un sencillo caritativo por The Avril Lavigne Foundation para ayudar a las Olimpiadas especiales de verano 2015 el 15 de abril de 2015 por Universal Music Group. La canción fue escrita por Avril Lavigne, Chad Kroeger y David Hodges en el 2013 para apoyar a la fundación de Lavigne.

## Antecedentes
"Fly" fue escrita para The Avril Lavigne Foundation y fue grabada en las sesiones de grabación para su álbum homónimo Avril Lavigne pero al final no fue lanzada la canción; a inicios del año 2015 se dio a conocer (después de que anunciara para ese entonces su misteriosa enfermedad) que Lavigne iba a lanzar la canción para las Olimpiadas especiales en febrero pero al final la canción no fue lanzada aunque para finales de marzo abril dio a conocer vía Twitter que iba lanzar la canción pronto y se haría un concurso para saber cual sería la portada del sencillo, días después Lavigne dio a conocer en la revista People cual era su enfermedad y que Fly sería lanzado en abril; semanas después Lavigne dio a conocer en la revista Billboard sus planes a futuro, planes como el posible próximo lanzamiento de un álbum navideño así como una posible actuación en una película y el lanzamiento oficial de "Fly" el 15 de abril de 2015; días después la portada de su sencillo fue publicada por la misma Lavigne en sus redes sociales..

## Video musical
El video musical de la canción se estrenó el 16 de abril de 2015 en Good Morning America. En el video se muestran imágenes de las Olimpiadas especiales y momentos que solo presenta a Lavigne cantando la canción en un estudio de grabación.

## Lista de temas
- Descarga digital

1. "Fly"

## Posicionamiento en las listas
| Listas (2015)                   | Mejor posición |
| ------------------------------- | -------------- |
| Canadá (Canadian Hot 100)       | 92             |
| Canadá (Canadian Digital Songs) | 31             |

## Liberación
| Región        | Dato         | Formato          | Compañía              |
| ------------- | ------------ | ---------------- | --------------------- |
| United States | 2015\|04\|15 | Descarga digital | Universal Music Group |